# Número cardinal (teoría de conjuntos)

Comparación de los cardinales numerable y continuo. Cada sucesión binaria, compuesta por una cantidad numerable de «decimales binarios», corresponde a un punto del segmento entre 0 y 1. El «número» de decimales en cada sucesión es _{0}. El «número» de puntos en el segmento es 2^{_{0}}: dos posibilidades (0 o 1) para cada decimal de cada sucesión.

En teoría de conjuntos, un número cardinal o cardinal es una generalización de los números naturales para contar el número de elementos, la cardinalidad, de cualquier conjunto, finito o infinito. El cardinal de un conjunto finito es un número natural ordinario. El cardinal de un conjunto infinito es un número transfinito. Los cardinales clasifican los conjuntos de manera más «tosca» que los números ordinales, que distinguen no solo el número de elementos de un conjunto sino también la manera en la que están ordenados.
Los cardinales se definen mediante la noción de equipotencia, que relaciona dos conjuntos si «tienen el mismo número de elementos». Establecida esta relación, los cardinales son representantes de todos los tamaños posibles para un conjunto. Puede demostrarse que existen conjuntos infinitos con distinto tamaño. Por ejemplo, los conjuntos de los números naturales y de los números reales no tienen el mismo cardinal. De hecho es necesaria una colección infinita de números transfinitos para clasificar todos los conjuntos infinitos.
Existe una sucesión infinita de cardinales:
{\displaystyle 0,\,1,\,2,\,3,\,\ldots ,\,\aleph _{0},\,\aleph _{1},\,\aleph _{2},\,\ldots ,\,\aleph _{\omega },\ldots }
que empieza con los números naturales (con cero), y continúa con los números alef, que son cardinales de conjuntos bien ordenados. Cada alef tiene un índice, un cierto número ordinal, que indica su posición dentro de la serie. Dependiendo de si se asume el axioma de elección o no, los alefs agotan todos los cardinales posibles o no.

## Introducción
Para comparar el tamaño de dos conjuntos finitos basta con contar sus elementos y contrastar el resultado. En el siglo XIX, Georg Cantor halló una manera de efectuar esta comparación aun cuando los conjuntos involucrados sean infinitos. Para ello, propuso poner los elementos de ambos conjuntos en parejas (estableciendo una correspondencia): de este modo, si todos quedan emparejados sin que sobre ni falte ninguno se dice que son equipotentes.
Por ejemplo, los números naturales N = {0, 1, 2, ...} y los números enteros Z = {..., −2, −1, 0, +1, +2, ...} son ambos conjuntos infinitos. En particular, los naturales son un subconjunto de los enteros, N ⊆ Z. Esto podría sugerir que el tamaño del conjunto de los naturales es menor que el de los enteros. Sin embargo, ambos conjuntos son equipotentes ya que pueden emparejarse como sigue:

{\displaystyle {\begin{array}{rrrrrrr}0&1&2&3&4&5&\ldots \\\updownarrow &\updownarrow &\updownarrow &\updownarrow &\updownarrow &\updownarrow &\\0&+1&-1&+2&-2&+3&\ldots \end{array}}}

A cada natural n le corresponde el entero −n/2 si n es par, y el entero (n + 1)/2 si n es impar.
Sin embargo, Cantor descubrió que no todos los conjuntos infinitos son equipotentes. Por ejemplo, el conjunto de los números reales R (o el conjunto de puntos en una recta) es infinito y no numerable, por lo que no es equipotente al conjunto de los números naturales y es de mayor tamaño.
Cantor asignó entonces un número cardinal a cada conjunto infinito, un cierto objeto que representaba su tamaño, de modo que dos conjuntos serían equipotentes cuando les correspondiera el mismo cardinal. De este modo, extendió los números naturales como representantes de la cardinalidad de los conjuntos finitos.

## Historia
En 1876, Cantor probó la no equipotencia de naturales y reales. En su obra Fundamentos para una teoría general de conjuntos, introdujo la noción de número transfinito, como una generalización de los números naturales, que va más allá de ellos formando una serie ordenada e ilimitada:

{\displaystyle 0,\,1,\,2,\,\ldots \,,\,\omega ,\,\omega +1,\,\omega +2,\,\ldots \,,\,\omega \cdot 2,\,\omega \cdot 2+1,\,\ldots \,,\,\omega \cdot 3,\,\dots \,,\,\omega \cdot n,\,\ldots \,,}
{\displaystyle \,\omega \cdot \omega =\omega ^{2},\,\ldots \,,\,\omega ^{3},\,\ldots \,,\,\omega ^{n},\,\ldots \,,\,\omega ^{\omega },\,\ldots \,\varepsilon _{0},\ldots }

Cantor descubrió que cada número transfinito se correspondía con un número ordinal, que representa la posición de un elemento en un cierto conjunto bien ordenado, y también que los transfinitos se organizaban en lo que llamó «clases numéricas».
Así, clasificaba a los números naturales en la clase numérica (I), que es mayor que todos ellos. Los números de la clase numérica (II) son todos los que tienen la misma potencia que la clase numérica (I), esto es, que sean numerables (como todos los transfinitos mostrados arriba), etc. También demostró que en la serie transfinita se dan infinitas clases numéricas cada vez más grandes.
Mediante estas clases numéricas estableció la clasificación de las potencias infinitas, e introdujo la notación de los álefs, en la que ℵn representa la clase numérica n + 1 (donde n en general era un transfinito u ordinal), que formaban otra serie transfinita de todas las posibles cardinalidades infinitas.

## Equipotencia
El concepto de cardinalidad se apoya en el concepto de equipotencia, y este en el de relación biunívoca o de biyectividad. Una relación biunívoca entre dos conjuntos A y B es un criterio por el cual se empareja cada elemento de A con un elemento de B, de forma que todos los elementos de B sean pareja de un elemento de A y solo de uno. Dos conjuntos en correspondencia biunívoca tienen, intuitivamente, el mismo tamaño:
| Dos conjuntos A y B se dicen equipotentes (o con el mismo cardinal, la misma cardinalidad, el mismo número de elementos, la misma potencia, etc.) si existe una función biyectiva f : A → B entre ellos. Se denota como A ≈ B. |

La relación de equipotencia es una relación de equivalencia, y captura la noción de tener el mismo cardinal, a pesar de no ser una definición de qué es un número cardinal. También puede definirse una relación de minuspotencia, que represente la noción de que un conjunto tenga menor tamaño:
| Un conjunto A es minuspotente a otro conjunto B si existe una función inyectiva f: A → B entre ello. Se denota como: {\displaystyle \|A\|\preccurlyeq \|B\|} |

Es decir, la potencia de un conjunto A es menor o igual que la de otro B si se puede emparejar cada elemento de A con algún elemento de B sin repetir ninguna pareja en B, sin exigir que todo elemento de B necesariamente sea pareja de algún elemento de A. La relación de minuspotencia es una relación de orden:
| - Todo conjunto es minuspotente a sí mismo. - Si A es minuspotente a B y B es minuspotente a C, entonces A es minuspotente a C: {\displaystyle A\preccurlyeq B{\text{ y }}B\preccurlyeq C\Rightarrow A\preccurlyeq C} - Si dos conjuntos son minuspotentes entre sí, entonces ambos son equipotentes: {\displaystyle A\preccurlyeq B{\text{ y }}B\preccurlyeq A\Rightarrow A\approx B} |

## Definiciones
La definición de número cardinal escoge un representante canónico de cada cardinalidad. Por ejemplo, la construcción usual de los números naturales en teoría de conjuntos los define como unos conjuntos concretos:
0 ≡ ∅, 1 ≡ {0}, 2 ≡ {0, 1}, ...
De este modo, «el cardinal de X = {a, b} es 2» es equivalente a decir «X y {0, 1} son equipotentes». Al definir número cardinal de manera general se extiende este razonamiento a cualquier conjunto, finito o infinito. 
Al definir número cardinal se construye una asignación en la que a cada conjunto X le corresponde otro conjunto |X| (único), el cardinal de X, de forma que se cumpla la siguiente propiedad básica:
| Dos conjuntos tienen el mismo cardinal si y solo si son equipotentes: {\displaystyle \|X\|=\|Y\|{\text{ si y solo si }}X\approx Y} |

Al cardinal de un conjunto X se le denota entonces por {\displaystyle \displaystyle {\bar {\bar {X}}}\,\!}, card(X), |X| o #X.
Existen diversas formas de construir esta asignación, dependiendo de los axiomas que se asuman para la teoría de conjuntos. Una manera particularmente formal de definir las posibles clases de equivalencia de cardinalidad es recurrir a una definición de Von Neumann un poco más abstracta de cardinal que se trata a continuación.

### Cardinales de Von Neumann
La definición de cardinal de Von Neumann parte de la noción de conjunto bien ordenable. Un conjunto bien ordenable es isomorfo bajo orden (y equipotente en particular) a algún ordinal. Sin embargo, en general, dos ordinales infinitos distintos pueden ser equipotentes: por ejemplo, todos los ordinales de la forma ω·n + m con m y n ≥ 1 naturales son numerables, esto es, equipotentes a los números naturales ω. Una vez definida la noción de ordinal se define la cardinalidad de un ordinal como:

{\displaystyle |\alpha |=\min\{\beta \in \mathrm {Ord} |\ \exists f:(f:\alpha \to \beta )\land (f\ \mathrm {biyectiva} )\}}

Como cualquier conjunto de ordinales es siempre un conjunto bien ordenado, siempre existirá un mínimo con esa definición un cardinal es un ordinal que cumple que:

{\displaystyle |\alpha |=\alpha }

Todos los cardinales forman una clase dentro de los ordinales. De hecho, en cierta manera la clase de todos los cardinales es una clase de "ordinales iniciales" en el sentido de que un cardinal es un ordinal tal que no existe ningún otro ordinal del mismo tamaño. En particular todos los ordinales regulares son cardinales.
Es muy sencillo escoger un único ordinal de entre todos los que son equipotentes entre sí:
| Los cardinales de Von Neumann κ son aquellos ordinales no equipotentes a ninguno de sus anteriores: {\displaystyle \forall \alpha <\kappa \,,\,\alpha \not \approx \kappa } , |

es decir, un cardinal de Von Neumann es un ordinal inicial, el primer ordinal de cada «clase numérica» de Cantor. Se tiene entonces que:
| - Todo conjunto bien ordenable es equipotente a un único cardinal de Von Neumann. - Dos conjuntos bien ordenables son equipotentes si y solo si les corresponde el mismo cardinal. |

Los cardinales de Von Neumann se suelen denotar por letras griegas de entre la mitad del alfabeto: κ, μ, ν, etc.
De este modo, un ordinal cualquiera α está comprendido entre dos cardinales de Von Neumann, y al mayor de ellos se le llama cardinal siguiente a  α, α+. Asumiendo el axioma de elección como cierto, entonces todo conjunto es bien ordenable y equipotente a un único cardinal de Von Neumann.

#### La función alef
La serie de los alefs asigna un cardinal de Von Neumann infinito ℵα a cada ordinal α mediante recursión transfinita:
| El alef asociado a un ordinal viene dado por: {\displaystyle \aleph _{0}=\omega {\text{ , }}\aleph _{\alpha +1}=\aleph _{\alpha }^{+}{\text{ , }}\aleph _{\lambda }=\bigcup _{\alpha <\lambda }\aleph _{\alpha }} |

y por esto se denota habitualmente al cardinal de los números naturales como ℵ0. Puede demostrarse que todo cardinal de Von Neumann infinito es un alef.

### Definición general
El axioma de elección es independiente del resto de axiomas de la teoría de conjuntos. Por tanto, si no se asume (o se postula su negación), no todo conjunto es bien ordenable, ni equipotente a un cardinal de Von Neumann. Sin embargo, es posible definir una noción distinta y más general de número cardinal que se extienda para todos los conjuntos.
La idea original para escoger un representante de cada cardinalidad de manera única era definir un cardinal como una clase de equivalencia de todos los conjuntos equipotentes a uno dado. Esta noción sencilla, que prevaleció en la literatura hasta los años 50, es inapropiada dado que esta clase de equivalencia no es un conjunto. Sin embargo, recurriendo al concepto de rango, puede demostrarse que la colección de todos los conjuntos equipotentes a uno dado de rango mínimo es un conjunto. Mediante esta herramienta —debida originalmente a Dana Scott— se puede definir número cardinal en general:
| Un cardinal {\displaystyle {\mathfrak {p}}} es un conjunto que verifica: - Todos sus elementos son equipotentes entre sí. - Todos sus elementos tienen el mismo rango. - No existen conjuntos equipotentes a los elementos de {\displaystyle {\mathfrak {p}}} de rango menor al rango común de estos. - Cualquier conjunto equipotente a los elementos de {\displaystyle {\mathfrak {p}}} y con el mismo rango es un elemento de {\displaystyle {\mathfrak {p}}}. |

Los número cardinales así definidos (generales) se suelen denotar por letras góticas: {\displaystyle {\mathfrak {p}}}, {\displaystyle {\mathfrak {q}}}, etc. De esta definición se puede demostrar la generalización del teorema anterior:
| - Todo conjunto es equipotente a los elementos de un único cardinal (su cardinal). - Dos conjuntos son equipotentes si y solo si tienen el mismo cardinal. |

### Diferencias
En general, los cardinales de Von Neumman son un subconjunto de la totalidad de los cardinales generales, que en particular contiene todos los cardinales finitos. Si se asume el axioma de elección, todo cardinal infinito es un alef, y además los cardinales están bien ordenados, en el sentido de que dados dos conjuntos, uno de ellos es biyectable con un subconjunto del otro. Puede demostrarse que estas propiedades son de hecho equivalentes al axioma de elección:
| Son equivalentes: - El axioma de elección. - Todo cardinal infinito es un alef. - Ley de la tricotomía: dados dos conjuntos, uno de ellos es biyectable con un subconjunto del otro. |

Además, los cardinales de Von Neumman tienen el cardinal que representan: para todo κ, |κ| = κ. Los cardinales según la construcción general no tienen esta propiedad, y de hecho puede demostrarse que, en la teoría de Zermelo-Fraenkel sin el axioma de elección, no existe ninguna definición de cardinal que la tenga.

## Aritmética cardinal
Es posible definir unas suma, multiplicación y exponenciación de cardinales, de forma similar al caso de la aritmética ordinal, aunque las propiedades de la primera son más parecidas a la aritmética ordinaria. 

### Suma
Dados dos conjuntos finitos y disjuntos, el número de elementos de su unión es la suma del número de elementos de ambos. En la suma de dos cardinales se generaliza esta idea, al demostrarse:
| El cardinal de la unión de dos conjuntos disjuntos solo depende del cardinal dichos conjuntos: {\displaystyle \|A\|=\|A'\|{\text{ , }}\|B\|=\|B'\|{\text{ y }}\|A\cap B\|=\|A'\cap B'\|=\emptyset \Rightarrow \|A\cup B\|=\|A'\cup B'\|} |

De este modo puede definirse:
| {\displaystyle {\mathfrak {p}}+{\mathfrak {q}}={\text{card}}{\Big (}[A\times \{0\}]\cup [B\times \{1\}]{\Big )}{\text{ , donde }}{\text{card}}(B)={\mathfrak {q}}{\text{ y }}{\text{card}}(A)={\mathfrak {p}}} |

En esta definición no se toma la unión de los dos cardinales directamente para evitar un posible solapamiento de sus elementos. De este modo se demuestra:
- Dados dos conjuntos disjuntos generales X e Y, card(X ∪ Y) = card(X) + card(Y).
- La suma cardinal es conmutativa —a diferencia de la aritmética ordinal—, asociativa  y con elemento neutro ({\displaystyle {\mathfrak {p}}+0={\mathfrak {p}}}, donde 0 ≡ ∅).
- La suma de ordinales y de cardinales son compatibles: card(α + β)=card(α) + card(β), donde α y β son ordinales, y el signo «+» del miembro izquierdo se refiere a la suma de ordinales.

| Ejemplo |
| Sean los conjuntos: A = {♠, ◊} B = {Δ, ♦, Z} N = {0, 1, 2, 3, ...} (los números naturales) Es obvio que card(A ∪ B) = card(A) + card(B) =2 + 3 = 5. Para calcular card(A ∪ N) se ha de observar que A ∪ N = {♠, ◊, 0, 1, 2, 3, ...} tiene el mismo número de elementos que N: {♠ ↔ 0, ◊ ↔ 1, 0 ↔ 2, 1 ↔ 3, 2 ↔ 4, 3 ↔ 5, ...} En otras palabras, card(N) + card(A) = ℵ0 + 2 = ℵ0. En general se tiene ℵ0 + n = ℵ0 para cualquier número natural n. |

### Producto
De igual modo, al tomar el producto cartesiano de dos conjuntos finitos, el número de los elementos de este producto es igual al producto del número de elementos de ambos conjuntos. De nuevo, se generaliza esta idea para definir el producto de dos cardinales, donde se demuestra:
| El cardinal del producto cartesiano de dos conjuntos solo depende del cardinal de dichos conjuntos: {\displaystyle \|A\|=\|A'\|{\text{ y }}\|B\|=\|B'\|\Rightarrow \|A\times B\|=\|A'\times B'\|} |

Y entonces se define:
| {\displaystyle {\mathfrak {p}}\cdot {\mathfrak {q}}={\text{card}}\left(A\times B\right){\text{ , donde }}{\text{card}}(B)={\mathfrak {q}}{\text{ y }}{\text{card}}(A)={\mathfrak {p}}} |

De este modo, se demuestra:
- Dados dos conjuntos X e Y, card(X × Y) = card(X)·card(Y).
- La multiplicación cardinal es conmutativa —a diferencia de la aritmética ordinal—, asociativa, distributiva respecto de la suma, con elemento neutro ({\displaystyle {\mathfrak {p}}\cdot 1={\mathfrak {p}}}, donde 1 ≡ {0}) y elemento absorbente ({\displaystyle {\mathfrak {p}}\cdot 0=0}).
- El producto de ordinales y de cardinales son compatibles: card(α·β) = card(α)·card(β), donde α y β son ordinales, y el signo «·» del miembro izquierdo se refiere al producto de ordinales.

| Ejemplo |
| Utilizando los mismos conjuntos del ejemplo anterior, el producto de A y B es: A × B = {(♠,Δ), (♠,♦), (♠,Z), (◊,Δ), (◊,♦), (◊,Z)} y obviamente card(A × B) = card(A) × card(B) = 2 × 3 = 6. Para calcular card(A × N) se ha de observar que el conjunto: A×N = {(♠,0), (◊,0), (♠,1), (◊,1), (♠,2), (◊,2), ...} tiene el mismo número de elementos que N: {(♠,0) ↔ 0, (◊,0) ↔ 1, (♠,1) ↔ 2, (◊,1) ↔ 3, (♠,2) ↔ 4, (◊,2) ↔ 5, ...} de modo que en general (♠,n) ↔ 2n y (◊,n) ↔ 2n + 1. Así, card(A × N) = card(A) × card(N) = 2 × ℵ0 = ℵ0, y en general se tiene n × ℵ0 = ℵ0 para todo número natural no nulo. |

### Exponenciación
Por último, a la hora de tomar potencias de cardinales, se generaliza el hecho de que dados dos conjuntos finitos X e Y, existen exactamente #Y#X funciones posibles cuyo dominio es X y cuyo codominio es Y. Denotando por BA el conjunto de todas las aplicaciones f : A → B, se tiene la siguiente propiedad:
| El cardinal del conjunto de funciones entre dos conjuntos solo depende del cardinal de dichos conjuntos: {\displaystyle \|A\|=\|A'\|{\text{ y }}\|B\|=\|B'\|\Rightarrow \|B^{A}\|=\|B'^{A'}\|} |

Aprovechando esta propiedad puede definirse:
| {\displaystyle {\mathfrak {q}}^{\mathfrak {p}}={\text{card}}(B^{A}){\text{, donde }}{\text{card}}(B)={\mathfrak {q}}{\text{ y }}{\text{card}}(A)={\mathfrak {p}}} |

Con esta definición puede entonces demostrarse:
- Dados dos conjuntos cualesquiera X e Y, card(YX) = card(Y)card(X).
- Varias propiedades básicas de la exponenciación de números se mantienen: 
{\displaystyle {\mathfrak {p}}^{\mathfrak {s}}{\mathfrak {p}}^{\mathfrak {t}}={\mathfrak {p}}^{{\mathfrak {s}}+{\mathfrak {t}}}{\text{ , }}{\mathfrak {p}}^{\mathfrak {s}}{\mathfrak {q}}^{\mathfrak {s}}=({\mathfrak {p}}\cdot {\mathfrak {q}})^{\mathfrak {s}}{\text{ , }}{\mathfrak {p}}^{1}={\mathfrak {p}}{\text{ , }}{\mathfrak {p}}^{0}=1{\text{ , }}1^{\mathfrak {p}}=1{\text{ , }}0^{\mathfrak {p}}=0{\text{ si }}{\mathfrak {p}}\neq 0}.
- La exponenciación de ordinales y de cardinales no son compatibles. Por ejemplo, en la exponenciación ordinal se tiene 2ω = ω. Sin embargo, card(2ω) = card(ω) = ℵ0 ≠ 2card(ω) = 2ℵ0, donde la segunda exponenciación es cardinal.

| Ejemplo |
| Utilizando los mismos conjuntos de los ejemplos anteriores, la potencia AB es el conjunto de todas las funciones con dominio B y codominio A. Una función f : B → A viene especificada por las imágenes f(Δ), f(♦) y f(Z). Para los tres casos, estas imágenes pueden ser ♠ ó ◊, sin ninguna restricción, Por tanto, hay dos posibilidades para cada imagen y 3 imágenes a determinar, con lo que hay 2×2×2 posibilidades. Por tanto card(BA) = card(B)card(A) = 23 = 8. En el caso NA, se han de encontrar todas las funciones f : A → N, especificando las imágenes f(♠) y f(◊), que pueden valer ambas cualquier número natural. Así, una función queda especificada por un par ordenado de números (m,n). Pero es conocido que hay tantos pares ordenados de números como números. Por tanto NA es equipotente a N y card(NA) = card(N)card(A) = ℵ02 = ℵ0. En general, para todo número natural no nulo n, ℵ0n = ℵ0. El caso AN es distinto, pues se han de encontrar todas las funciones f : N → A, especificando las imágenes de cada número natural f(n), que pueden valer ♠ o ◊. Si se adopta el convenio de que ♠ significa SI y ◊ significa NO, puede entenderse que cada f equivale a un subconjunto de N: aquel que contiene solo los elementos cuya imagen es SI. Es obvio pues que AN es equipotente a la colección de todos los subconjuntos de N. Puede demostrarse que card(AN) = 2ℵ0 es estrictamente mayor que ℵ0, y que de hecho es el cardinal de los números reales. |

## Tipos de cardinales

### Cardinales sucesores y límites
Dado un cardinal α solo una de las siguientes afirmaciones es cierta:
1. α = 0.
2. α ≠ 0 y α es un cardinal sucesor, es decir, existe un cardinal máximo menor que α, más concretamente existe otro cardinal estrictamente menor que α que a su vez es mayor o igual que cualquier cardinal estrictamente inferior a α.
3. α ≠ 0 y α es un cardinal límite, es decir, no existe un cardinal máximo menor que α.

## Hipótesis del continuo
La hipótesis del continuo es la cuestión de la existencia o no existencia de un cardinal entre los números naturales y los números reales. El conjunto de los números reales es equipotente al conjunto de todos los conjuntos de números naturales, cuya potencia es c ≡ 2ℵ0.
| Hipótesis del continuo No existe un cardinal entre ℵ0 y c. |

Si se asume el axioma de elección, existe un mínimo cardinal mayor que ℵ0, ℵ1. La hipótesis del continuo puede formularse entonces como «c es igual a ℵ1».
Puede demostrarse que en las teorías estándar de conjuntos, este enunciado es independiente: tanto él como su negación son compatibles con los axiomas de la teoría de conjuntos.